# 南苑街道 (济宁市)
南苑街道，是中华人民共和国山東省济宁市任城区下辖的一个乡镇级行政单位。

## 行政区划
南苑街道下辖以下地区：
南苑社区、新园社区、南新街社区、济安台社区、八铺社区、牛屯社区、狄林社区、博古庄社区、忠心闸社区、三里屯社区、凤凰城社区、郭庄村、杜庄村、乔庄村、柳行村和北庄村。